# Amastus childi
Amastus childi är en fjärilsart som beskrevs av Rothschild 1909. Amastus childi ingår i släktet Amastus och familjen björnspinnare. Inga underarter finns listade i Catalogue of Life.